# Henri Beaulieu
Henri Marcel Alphonse de Bellocq dit Henri Beaulieu, né le 29 juillet 1872 à Paris 17e et mort le 11 juin 1953 à Paris 1er, est un acteur de théâtre et de cinéma, directeur de salle de spectacle et auteur de théâtre français.

## Biographie
Epoux de l'actrice Jeanne Lion, Henri Beaulieu a été, dans l'entre-deux guerres, acteur et producteur de théâtre. Il a dirigé le Théâtre du peuple (avenue de Clichy, Paris),, où il présentera une adaptation de Thérèse Raquin de Victor Hugo ainsi qu'une pièce de Courteline.
En 1924, Henri Beaulieu et Jeanne Lion-Beaulieu ouvrent à l'Ecole des Hautes Etudes Sociales un cours de préparation à la vie publique pour tous ceux que leurs professions obligent à prendre la parole en public.

## Filmographie
- 1927 : Napoléon d'Abel Gance : Beaumarchais
- 1931 : Le Bouif au Salon de Louis Mercanton
- 1934 : Vers l'abîme de Serge Véber et Hans Steinhoff : le délégué commercial
- 1934 : Primerose de René Guissart : le comte de Plélan
- 1935 : Le Domino vert d'Henri Decoin et Herbert Selpin : M. de Fallec
- 1935 : Le Diable en bouteille de Heinz Hilpert et Reinhart Steinbicker
- 1936 : Passé à vendre de René Pujol
- 1936 : Le Collier du grand duc / Le Parapluie de Monsieur Bec de Robert Péguy : le commissaire de Police
- 1938 : Le Roman de Werther de Max Ophüls
- 1938 : Le Petit Chose de Maurice Cloche : Boucoyran
- 1940 : Menaces d'Edmond T. Gréville
- 1940 : L'Héritier des Mondésir d'Albert Valentin : le colonel
- 1940 : De Mayerling à Sarajevo de Max Ophüls
- 1951 : La Plus belle fille du monde de Christian Stengel

## Théâtre
- Thérèse Raquin de Victor Hugo

## Publications
- 1905 : Les théâtres du boulevard du Crime, Ed. H. Daragon[8]
- 1906 : La mise en scène et l'interprétation du répertoire classique, Revue d'art dramatique.

## Distinctions
- Chevalier de la Légion d'Honneur (décret du 22 juillet 1950 du ministre du Travail et de la Sécurité sociale). Parrain : l'acteur Gaston Séverin, vice-président de l'Union des artistes.